# Cementiri de la Pobla de Cérvoles
El Cementiri de la Pobla de Cérvoles és una obra de la Pobla de Cérvoles (Garrigues) inclosa a l'Inventari del Patrimoni Arquitectònic de Catalunya.

## Descripció
L'element inventariat és l'antiga porta del cementiri, situada en un mur de pedra irregular. Potser s'ha reaprofitat una porta de tradició romànica però ja en un moment gòtic. No se'n sap la seva datació exacte així com tampoc, el lloc de procedència. Podria haver pertangut a la primitiva església de la vila, substituïda durant el segle xviii per l'actual. Damunt de la porta hi ha una estela funerària.